# Сквер Героев Революции
Сквер Героев Революции — мемориальный комплекс и городской парк, расположенный в Центральном районе Новосибирска. Западная часть сквера граничит с территорией Дома Ленина, восточная — с «Домом Актёра» на улице Серебренниковской, северная сторона ограничена улицей Щетинкина, а южная — улицей Максима Горького. Сквер является памятником истории регионального уровня.
На территории сквера расположены две братских могилы, на одной из которых установлен монумент; мемориал Героев Революции; также в Сквере Героев Революции имеется панно, посвящённое революционерам, похороненным в братских могилах.

## Братская могила 104-х жертв Гражданской войны
Братская могила находится в западной части сквера возле стены, на которой размещено панно. Предыстория возникновения братской могилы: с 13 на 14 декабря 1919 года в ночное время суток 27-я дивизия 5-й Красной армии при содействии рабочих отрядов города вошла в Ново-Николаевск (ныне — Новосибирск). В городе ими были найдены 104 изуродованных трупа, часть из которых обнаружены в пойме реки Каменки, часть — во дворе тюрьмы по улице Трудовая, 60. Из 104 человек удалось опознать только 37. В числе убитых были председатель исполкома Ново-Николаевского городского Совета рабочих и солдатских депутатов В. Р. Романов, рабочий городской типографии А. П. Яворский, участник крестьянского восстания в Ново-Николаевском уезде В. А. Зайцев и др. 22 января 1920 года жертвы были захоронены. 7 ноября 1922 года на братской могиле состоялось открытие монумента в виде сильной мускулистой руки, держащей факел и пробивающейся сквозь огромную каменную глыбу наружу. Создатели монумента — художник В. Н. Сибиряков и инженер А. И. Кудрявцев. На братской могиле установлена мемориальная доска со следующей надписью:

В январе 1920 г. здесь похоронены 104 политических заключенных, зверски замученных колчаковцами перед отступлением из города. В числе похороненных В. Р. Романов первый председатель Ново-Николаевского большевистского Совета рабочих, солдатских и крестьянских депутатов.

## Братская могила членов Ново-Николаевского (Новосибирского) Совета рабочих, крестьянских и солдатских депутатов
В этой братской могиле захоронены А. И. Петухов, Ф. П. Серебренников, Ф. И. Горбань, Ф. С. Шмурыгин, ставшие жертвами событий 25—26 мая 1918 года, когда в городе произошёл контрреволюционный мятеж и свержение Советской власти. В 1957 году было решено перезахоронить останки погибших, покоившиеся на городском кладбище, в Сквере Героев Революции. В том же году приняли решение о создании в сквере мемориала Героев революции и установили бюсты и мраморные постаменты революционеров П. Е. Щетинкина, В. Р. Романова, А. И. Петухова, Ф. П. Серебренникова, а спустя 20 лет — Ф. И. Горбаня, Ф. С. Шмурыгина, Д. М. Полковникова и Е. Б. Ковальчук.

## Могилы П. Е Щетинкина и А. Ф. Лежена

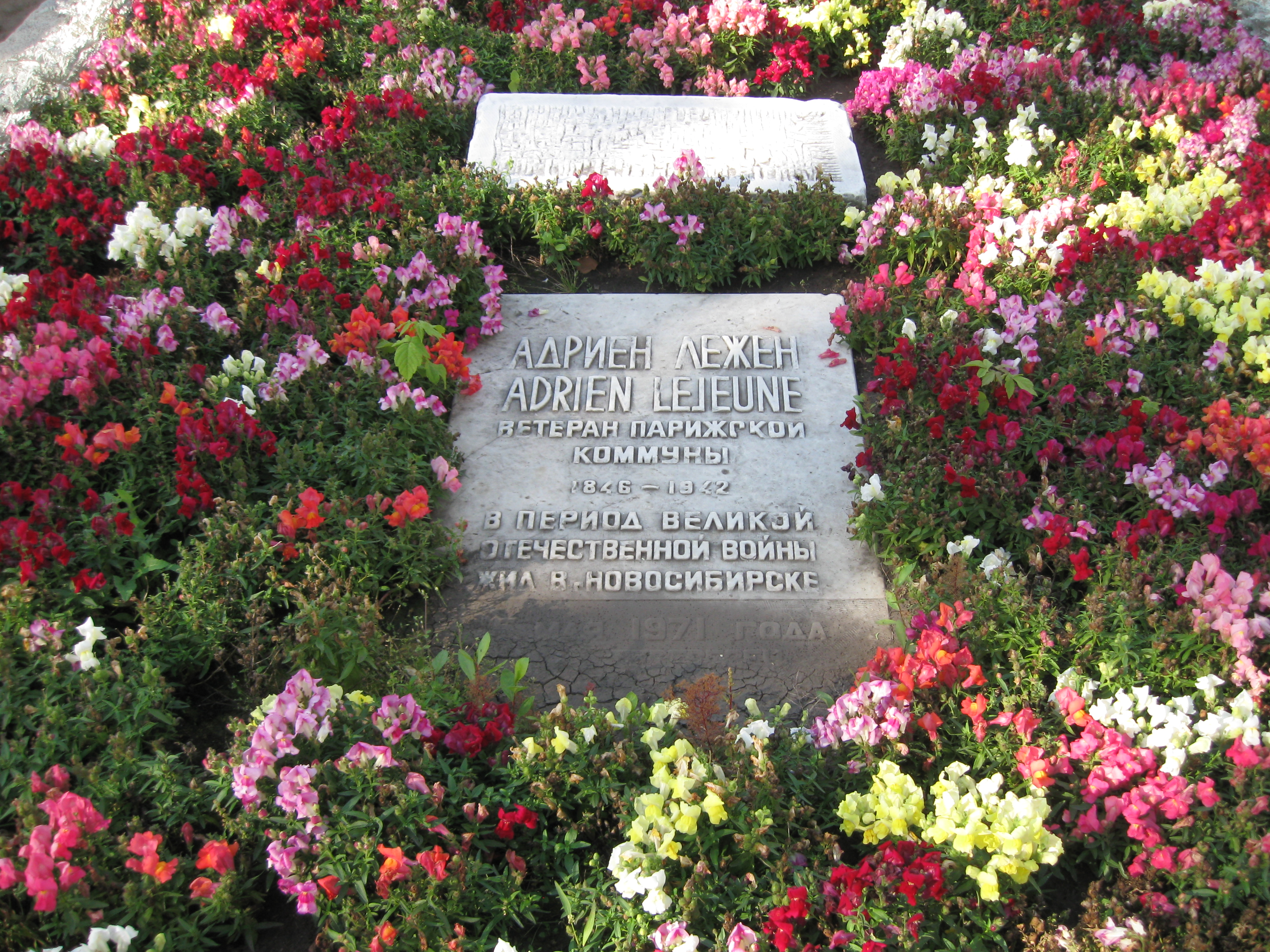
Место, где был захоронен Адриен Лежен. Новосибирск

11 октября 1927 года в Сквере похоронен Пётр Щетинкин, один из руководителей советского партизанского движения в Сибири, убитый в этом же году в Улан-Баторе.
В 1946 году в Сквере был похоронен участник Парижской коммуны 1871 года Адриен Лежен (умер в Новосибирске в 1942 году), прах которого был перенесён с Заельцовского кладбища. В 1971 году прах Адриена Лежена перезахоронили на парижском кладбище Пер-Лашез.

## Панно
Мемориальное панно помещено на стене одного из сооружений, находящихся в комплексе зданий «Дома Ленина». На нём серым цветом изображены рабочие, крестьяне и солдаты. Погибшие революционеры и скорбящие по ним люди изображены чёрным цветом, а знамёна — красным. Создателем панно является художник-монументалист А. С. Чернобровцев.